# Сделано в Италии (фильм, 2020)
«Сделано в Италии» — комедийно-драматический фильм 2020 года режиссёра Джеймса Д’Арси. В главных ролях в фильме снялись Лиам Нисон и его сын Михол Ричардсон.
Фильм является режиссёрским дебютом актёра Джеймса Д’Арси.

## Сюжет
Художник из Лондона Роберт Фостер и его сын Джек пытаются наладить отношения, попутно занимаясь ремонтом ветхого дома в Италии.

## В ролях
- Лиам Нисон — Роберт Фостер
- Михол Ричардсон — Джек Фостер
- Валерия Билелло — Наталья
- Линдси Дункан — Кейт
- Марко Квалья — Луиджи
- Хелена Антонио — Рафаэлла
- Иоланда Кеттл — Рут
- Суад Фаресс — Ри
- Лавиния Бьяджи — Клара
- Габриэле Тоцци — Джованни
- Клэр Дайсон — Дженнифер

## Отзывы критиков
Рейтинг фильма на сайте-агрегаторе рецензий Rotten Tomatoes — 44 % (основан на 81 рецензии). Критик Питер Трэверс отмечает банальность сюжетных ходов фильма, однако выделяет игру Нисона и Ричардсона, а также работу оператора, запечатлевшего природу Тосканы.
Большинство претензий критиков касались сюжета и сценария; Райан Латтанзио из IndieWire пишет, что «унылая тягомотина» сценария предала «прославленный талант» Нисона и «многообещающие таланты» Ричардсона, а Питер Трэверс из Rolling Stone назвал фильм «безвкусной сказкой» о горе и исцелении.